# موریهیرو هیگاشیکونی
موریهیرو هیگاشیکونی (انگلیسی: Morihiro Higashikuni; ۶ مهٔ ۱۹۱۶ – ۱ فوریهٔ ۱۹۶۹) پرسنل نظامی، سیاستمدار، و آریستوکراسی (طبقه) اهل ژاپن بود.